# Zygmunt Kamiński (malarz)
Zygmunt Kamiński (ur. 22 listopada 1888 w Warszawie, zm. 12 października 1969 tamże) – polski grafik, malarz, pedagog, profesor na Wydziale Architektury Politechniki Warszawskiej. Twórca obowiązującego wzoru godła Rzeczypospolitej Polskiej.

## Życiorys
Syn adwokata i pisarza Rajmunda Stanisława Kamińskiego.

### Nauka
Edukację rozpoczął w 1899 w V Gimnazjum Rządowym. Po strajku szkolnym w 1905 przeniósł się do Gimnazjum gen. Pawła Chrzanowskiego w Warszawie, które ukończył. Jeszcze jako uczeń V Gimnazjum Rządowego zapisał się na wieczorne kursy rysunkowe w Muzeum Przemysłu i Rolnictwa, a następnie w warszawskiej Szkole Sztuk Pięknych kształcił się pod kierunkiem Konrada Krzyżanowskiego i Ferdynanda Ruszczyca.
Studia w krakowskiej Akademii Sztuk Pięknych pod kierunkiem prof. Józefa Mehoffera kończy ze srebrnym medalem. Wykształcenie uzupełnia w Paryżu w tzw. akademiach prywatnych: (Académie Ranson i Grande Chaumière). Paryskie studia przypadają na czas wielkiego przełomu w sztuce francuskiej. Rozgłos zyskują Henri Matisse i Pablo Picasso. Filippo Tommaso Marinetti publikuje Manifest futuryzmu, a salony „Niezależnych” pokazują kubistów. Zygmunt Kamiński przygląda się i poznaje paryskie trendy, lecz ostatecznie pozostaje wierny sztuce tradycyjnej.
W sierpniu 1920 wstąpił jako ochotnik do Wojska Polskiego i brał udział w wojnie polsko-bolszewickiej.

### Twórczość

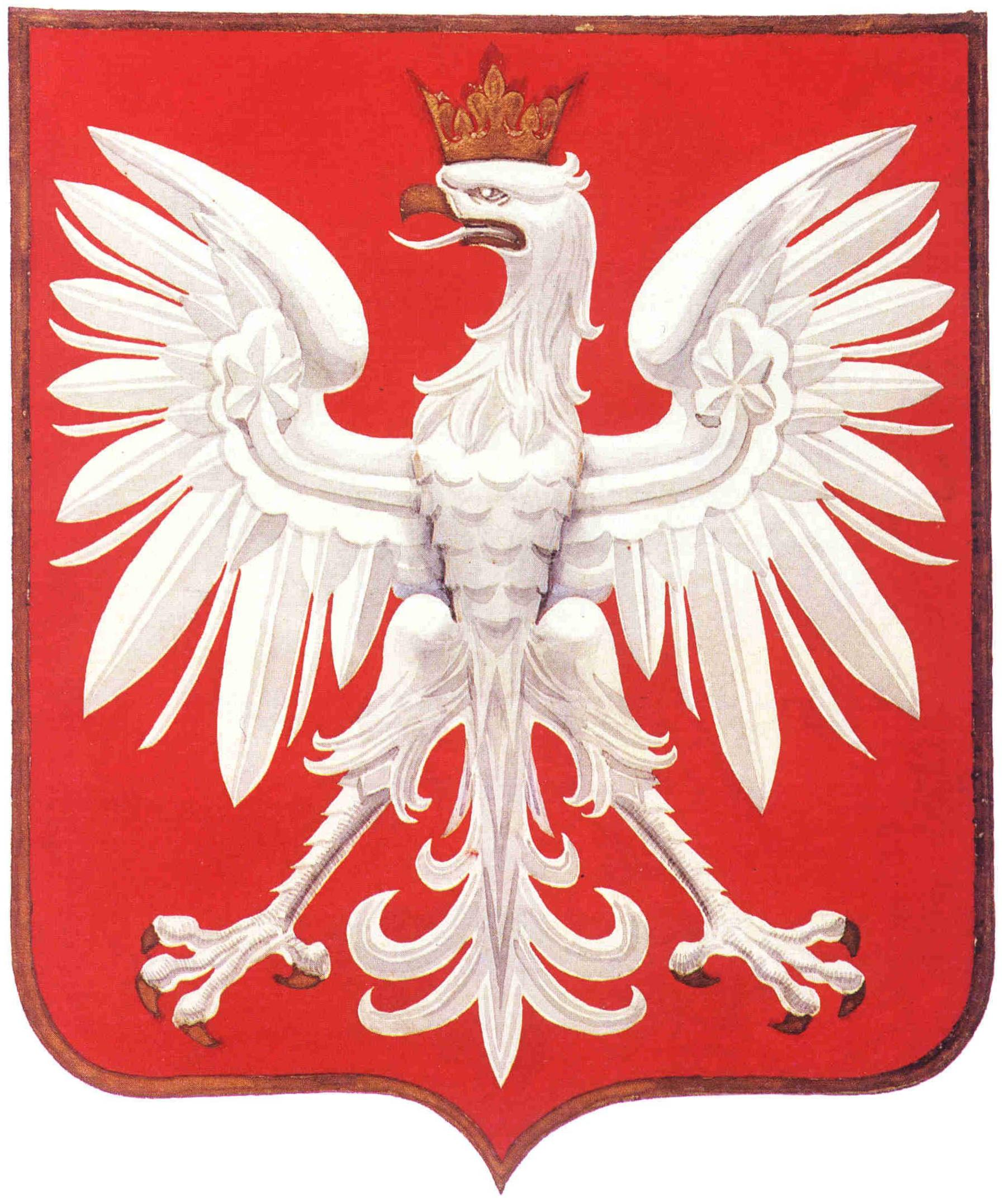
Wersja Herbu Polski Zygmunta Kamińskiego z 1927

Skala twórczych zainteresowań Zygmunta Kamińskiego była rozległa. Od znaczków pocztowych i banknotów, poprzez monety, medale i pieczęcie po monumentalne dekoracje ścienne o treściach symbolicznych i historycznych. Należą do nich ilustracje do powieści: Stefana Żeromskiego (Powieść o Walgierzu Udałym i Wisła), Władysława Reymonta (Chłopi), cykle rodzajowych kompozycji z eksterminacji warszawskiego getta, Syn Marnotrawny, realistyczne studia portretowe. Z własnoręcznie wykonanej przez artystę w 1922 dekoracji plafonu w Teatrze Narodowym pozostały tylko szkice kompozycyjne. Podobnie dekoracje sgraffitowe gmachu Sejmu zachowały się jedynie na starych fotografiach. Zygmunt Kamiński był autorem wzoru godła Polski z 1927 oraz wzoru z okresu PRL. Zaprojektował również dwa banknoty Banku Polskiego: 20-złotowy (wyemitowany z datami 1 marca 1926 r. oraz 1 września 1929 r.) i 50-złotowy (wyemitowany z datami 28 sierpnia 1925 r. oraz 1 września 1929 r.).

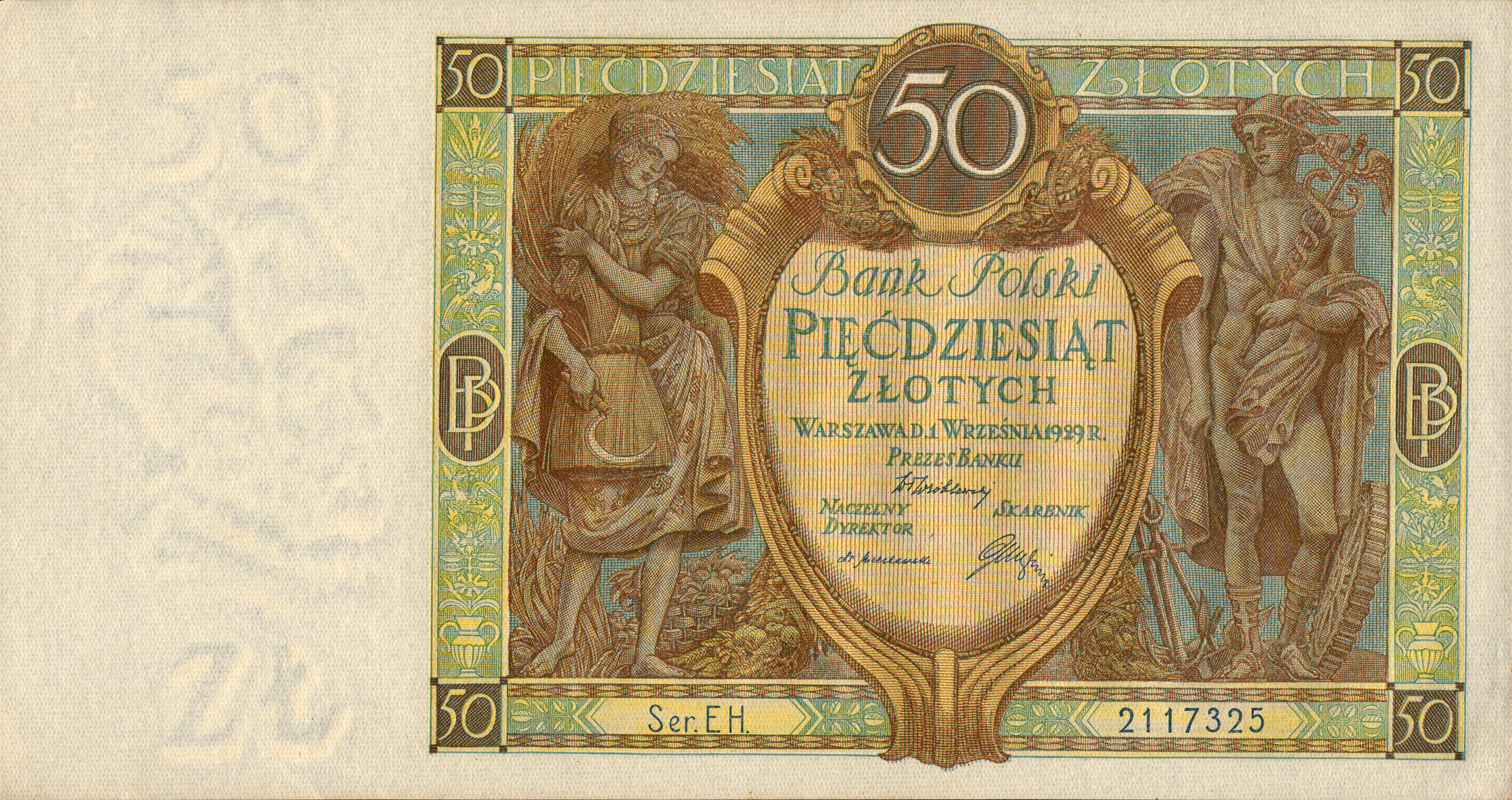
Banknot 50-złotowy z 1929

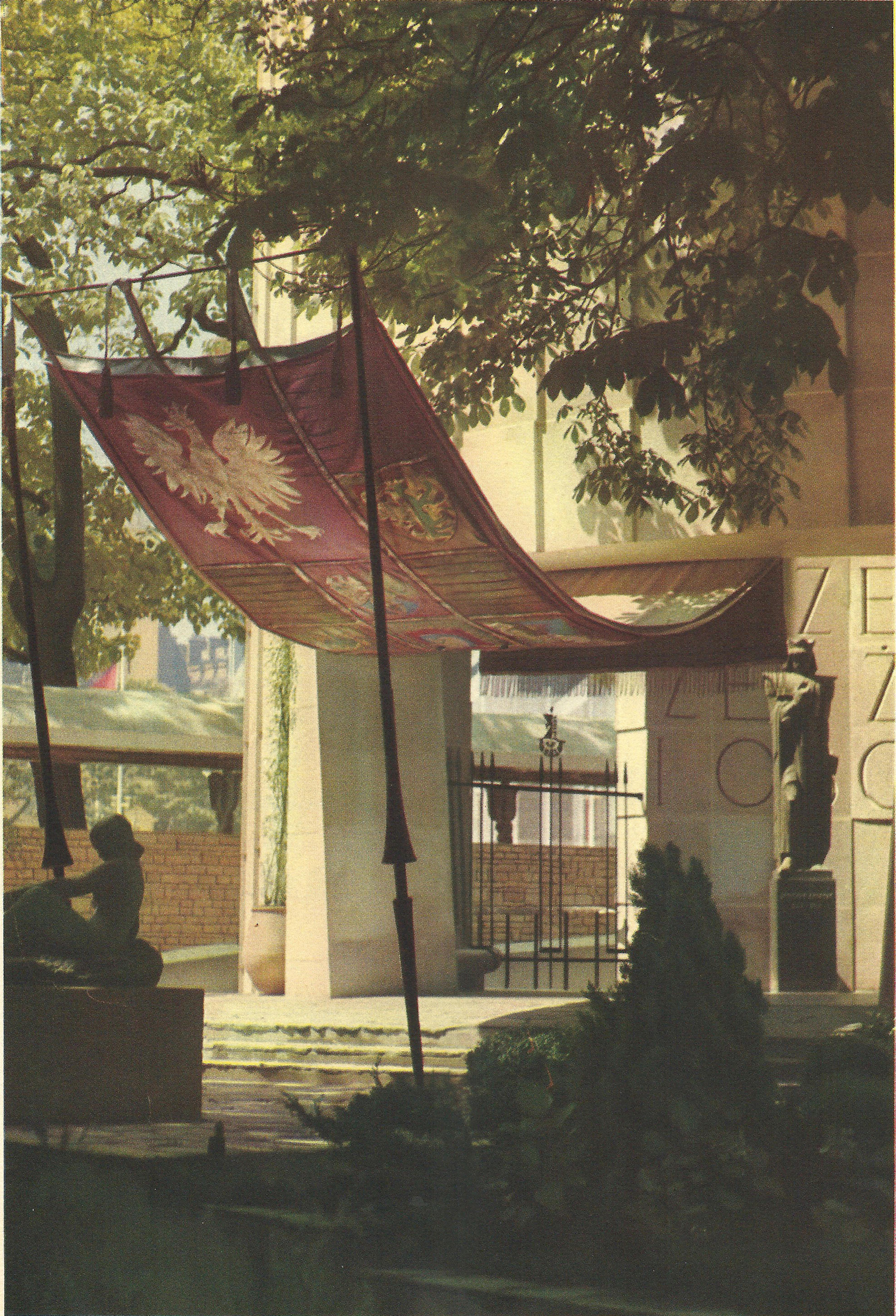
Godło Polski z 1927 autorstwa Zygmunta Kamińskiego na przedwojennej fotografii barwnej

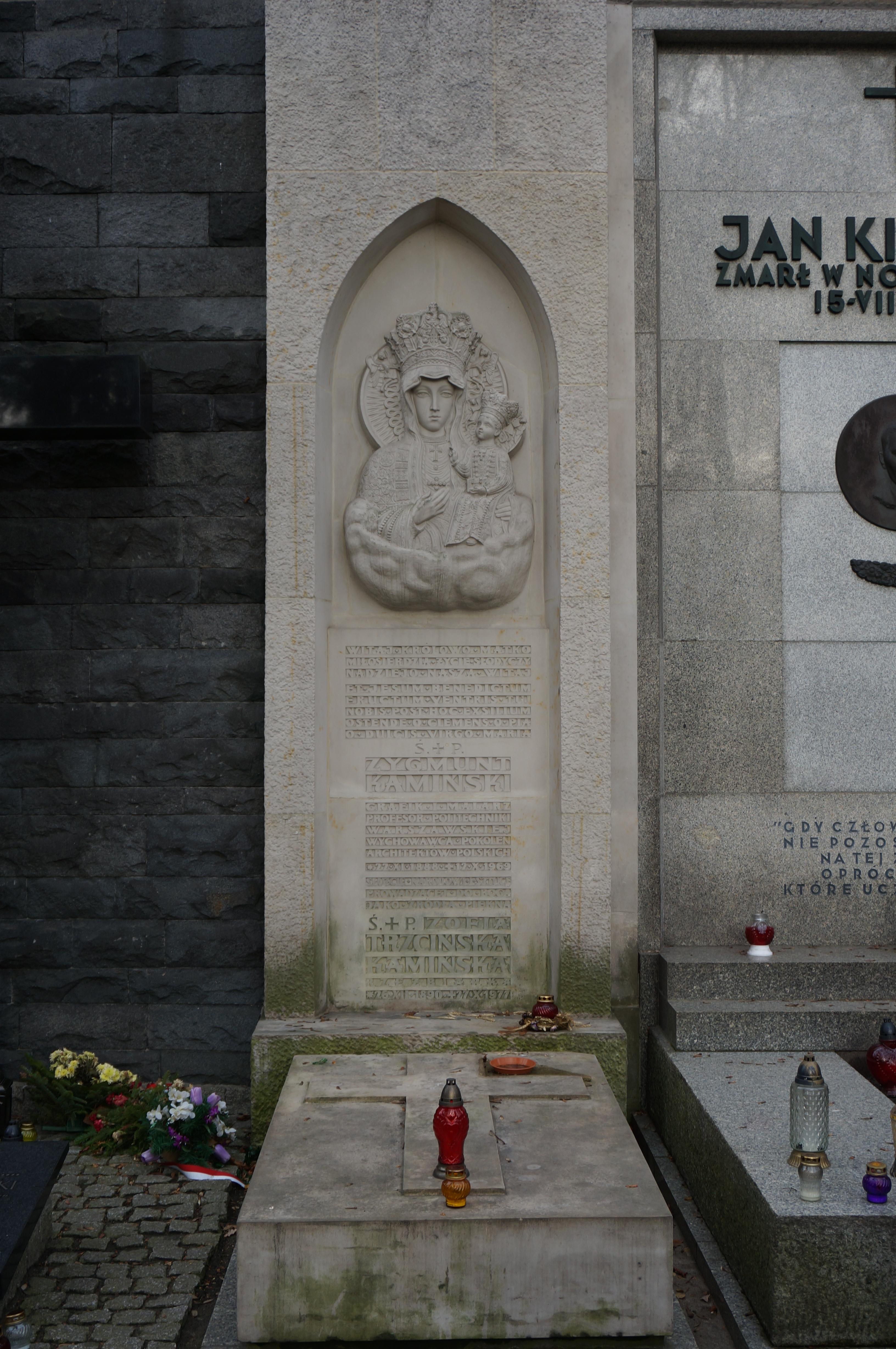
Grób Zygmunta Kamińskiego na cmentarzu Powązkowskim

Znacznie lepiej przetrwały kompozycje sakralne. Spośród 150 projektów dekoracji świątyń w Polsce, najważniejsze to: prezbiterium kościoła w Jabłonnie, 40 postaci świętych polskich do ołtarza 1000-lecia Polski w kościele św. Kazimierza w Pruszkowie, obraz olejny św. Jacka w ołtarzu głównym w kaplicy dominikanów na warszawskim Służewie, projekt tablicy ślubowań Jana Kazimierza oraz projekt pomnika kardynała Augusta Hlonda.
Powstały także liczne dzieła we współpracy z żoną artysty, Zofią Trzcińską-Kamińską – rzeźbiarką. Do tej grupy należą: pomnik Tadeusza Kościuszki w Poznaniu, konny pomnik Stefana Czarnieckiego w Czarncy, pomnik bł. Wincentego Kadłubka w Jędrzejowie, płaskorzeźba „Matki Bożej Królowej Polski” na Jasnej Górze. Pokazane na Światowej Wystawie w Paryżu w 1937 – posąg Bolesława Chrobrego oraz złota moneta z głową Chrobrego – zostały wyróżnione złotymi medalami. Wyróżnienia nie otrzymał natomiast plakat Kamińskiego Polacy na IX Olimpiadę 1928, który przedstawiono w Olimpijskim Konkursie Sztuki i Literatury na igrzyskach olimpijskich w Amsterdamie (1928).

### Działalność dydaktyczna
Drugim nurtem zainteresowań Zygmunta Kamińskiego stała się działalność dydaktyczna, której z czasem wyłącznie się poświęcił. Nabycie sprawnej umiejętności rysowania uważał za konieczny warunek pracy każdego architekta. Był współzałożycielem Wydziału Architektury PW i jego dziekanem w latach 1930–1931, 1937–1939 oraz 1945–1946, a w latach 1915–1960 kierownikiem katedry – Zakładu Rysunku Odręcznego. Podczas okupacji współorganizował tajne nauczanie i prowadził zajęcia na kursach Wydziału Architektury. Po upadku powstania znalazł się w Częstochowie, gdzie zorganizował kursy architektoniczne w ramach działających tam Kursów Akademickich. W latach 1950–1952 był profesorem ASP w Warszawie. 
Prace jego studentów były wystawiane na wystawach Wydziału Architektury PW, warszawskiej Zachęty a także w Rzymie, Florencji, Wenecji, Neapolu i Mediolanie. Był twórcą szkoły rysunku architektonicznego i wykształcił kilka pokoleń architektów.

### Śmierć
Profesor Zygmunt Kamiński zmarł w Warszawie. Spoczywa obok żony Zofii na cmentarzu Powązkowskim (Aleja Zasłużonych-1-79).

### Kontrowersje
W 2017 r. heraldyk Jerzy Michta opublikował książkę z wynikami swoich badań, które wskazują, że przyjęta w 1927 r. forma godła Polski autorstwa Kamińskiego jest w rzeczywistości kopią wizerunku polskiego orła z plakietki ku czci Ignacego Paderewskiego, zaprojektowanej w 1924 r. przez Élisę Beetz-Charpentier.
W październiku 2018 r. Andrzej-Ludwik Włoszczyński, powołując się na publikację Jerzego Michty oraz przeprowadzone przez siebie badania stwierdził, że inspiracją Kamińskiego mogła być wyłącznie plakieta Elise Beetz-Charpentier z 1924 r.
W grudniu 2018 r. Aleksander Bąk opublikował kopię umowy z dnia 15 maja 1934 r., zawartej pomiędzy Mennicą Paryską a medalierką Élisą Beetz-Charpentier. Jego zdaniem stanowi to dowód, że plakieta nie została wyemitowana w 1924 r., lecz dopiero w 1934 r., a teza Jerzego Michty i wnioski sformułowane przez Andrzeja-Ludwika Włoszczyńskiego są niezgodne z prawdą. Włoszczyński skrytykował rozumowanie Bąka.

## Wystawy
- 1908 Wystawa Polskiej Sztuki Stosowanej
- 1914 „Młoda Sztuka”, Zachęta
- 1918 Grupa „Pięciu”, Zachęta
- 1925 Międzynarodowa Wystawa Sztuki Dekoracyjnej i Wzornictwa, Paryż

Wystawa Polskich Książek i Drzeworytów, Lipsk
- 1927 I Międzynarodowa Wystawa Zdobnictwa Książki, Lipsk
- 1929 Powszechna Wystawa Krajowa, Dział Sztuki, Poznań
- 1934 Wystawa Polskiej Grafiki Użytkowej Muzeum Artystyczno-Przemysłowe, Praga
- 1936 Salon Bloku Polskich Artystów Plastyków, Warszawa
- 1937 Międzynarodowa Wystawa Sztuki i Techniki, Paryż
- 1938 Wystawa KAGR, Zachęta
- 1947 Wystawa Prac Polskich Artystów Niezależnych, PW

„1000 lat sztuki polskiej”
- 1969 Paryż
- 1970 Londyn

## Publikacje
- Dzieje życia w pogoni za sztuką, Instytut Wydawniczy „Pax”, Warszawa 1975 (przedmowa: J. Zachwatowicz).

## Stowarzyszenia
- 1922–1932 Współzałożyciel i członek dwóch stowarzyszeń plastyków warszawskich: „Młoda Sztuka” i „Rytm”
- 1926–1939 Stowarzyszenie Polskich Artystów Grafików „Ryt”
- 1935–1939 KAGR
- 1935–1939 Blok Zawodowych Artystów Plastyków

## Ordery i odznaczenia
- Krzyż Komandorski Orderu Odrodzenia Polski (dwukrotnie: 10 listopada 1938[13], 1965)
- Krzyż Oficerski Orderu Odrodzenia Polski (28 września 1954)[14]
- Złoty Krzyż Zasługi (dwukrotnie: 1935, 11 lipca 1955[15])
- Medal 10-lecia Polski Ludowej (19 stycznia 1955)[16]
- Kawaler I stopnia Orderu Danebroga (Dania, 1937)[2]

## Nagrody
- I nagroda za projekt banknotu 50-złotowego i 20-złotowego, konkurs NBP (1925)
- II nagroda za projekt banknotu 100-złotowego, konkurs NBP
- Medal Złoty na Międzynarodowej Wystawie Sztuki Dekoracyjnej w Paryżu (1926)
- I nagroda na konkursie Ministerstwa Poczty i Telegrafu za projekt znaczków 5, 10 i 25 groszowych (1926)
- Wielki Medal Srebrny na Wystawie Sztuki PWK w Poznaniu (1929)
- Medal Złoty na Międzynarodowej Wystawie Sztuki i Techniki w Paryżu (1937)
- III nagroda konkursu na projekt godła państwowego (1948)